# Mühlenviertel
 (octobre 2019).
Si vous disposez d'ouvrages ou d'articles de référence ou si vous connaissez des sites web de qualité traitant du thème abordé ici, merci de compléter l'article en donnant les références utiles à sa vérifiabilité et en les liant à la section « Notes et références ».
Mühlenviertel est un quartier de Tübingen en Allemagne. 

## Description
Il a été construit en 2005 sur une friche industrielle privée. L'intégralité de sa conception a été pensée selon des préoccupations écologiques. Ainsi, les urbanistes ont créé des corridors d'air pour améliorer la ventilation et les immeubles sont orientés de façon à profiter de la lumière naturelle pour réduire les consommations électriques. Certains bâtiments produisent davantage d'énergie qu'ils n'en consomment. En ce sens, le quartier de Mühlenviertel peut-être considéré comme pionnier en matière d'écologie en Allemagne, il peut-être classé parmi les écoquartiers les plus anciens d'Europe et en a inspiré de nombreux autres. 
Seulement, peu de transports en commun sont mis à disposition des habitants qui ne peuvent se passer de l'utilisation de leur voiture. Des parkings ont été construits sous chaque immeuble, élément qui laisse transparaitre les limites de cet éco quartier. Ce dernier ne partage également pas les caractéristiques des écoquartiers modernes concernant les types d'habitations. À Mühlenviertel il n'existe pas de diversité d'habitations, ces dernières ne comptent pas d'habitat collectif, l'accent est davantage mis sur l'intimité plutôt que sur la vie en communauté. 